# Manolo García (guitarrista)
Manolo García Cruz, más conocido como Sumé, es un guitarrista y compositor vasco, conocido por haber sido parte del grupo de punk español La Polla Records, banda con la cual se mantuvo desde su fundación en 1979 hasta su separación 2003, grabando en toda su discografía. Además, formó parte del regreso de la banda en el año 2019. Actualmente toca en Exprimidos.

## Trayectoria
García, al igual que la mayoría de los integrantes de LPR, es oriundo de Euskadi, y vivió la mayor parte de su juventud en Salvatierra. Sus primeras influencias musicales, fueron bandas como ZZ Top, The Damned, The Clash, Joy Division y los Sex Pistols.
Como guitarrista rítmico de LPR, se caracterizó por ser el más hábil y prolijo de la banda, ya que llegó a grabar en todas las publicaciones del grupo. Durante 1987, y en ocasiones Sumé también fue el guitarrista principal de LPR, dado que Txarly no estaba disponible en aquella época.
Tras la separación de LPR por diferencias creativas con Evaristo Páramos y Abel Murua, se unió a Falta de Riego en 2004, junto a Malkon como cantante, Ferdy en la batería y Peyo en la guitarra. En esta banda Sume tocaba el bajo.
En 2023 forma el grupo Exprimidos con integrantes de Kaos Etiliko. Graban un EP de tres canciones con la colaboración de Evaristo Páramos

## Discografía

### ConLa polla Records
- Banco Vaticano, Maqueta (1981)
- Y ahora qué?, EP (1983)
- Salve (1984)
- Revolución (1985)
- No somos nada (1987)
- Donde se habla (1988)
- En directo, en vivo (1989)
- Ellos dicen mierda, nosotros amén (1990)
- Los jubilados (1990)
- Barman, EP (1991)
- Negro (1992)
- Hoy es el futuro (1993)
- Bajo presión (1994)
- Carne para la picadora (1996)
- En turecto (1998), en vivo
- Toda la puta vida igual (1999)
- Bocas (2001)
- El último (el) de La Polla (2003)
- Vamos entrando, Grabado en el Festival Viña Rock 2003 (2004)
- Ni descanso, ni paz! (2019)

### Con Falta de Riego
- Toma punk patatero (2005)
- Con Exprimidos
- "Exprimidos", EP (2023)

COLABORACIONES
- Voz en Jota de "Guerra" (CD: No Hay Agua, 1997)
- Solo en "Días Extraños" (CD: Revuelta, 2022)